# Менченниці
Менченниці (пол. Męczennice) — село в Польщі, у гміні Ліпник Опатовського повіту Свентокшиського воєводства.
Населення — 107 осіб (2011).
У 1975-1998 роках село належало до Тарнобжезького воєводства.

## Демографія
Демографічна структура на день 31 березня 2011 року:
|          | Загалом | Допрацездатний вік | Працездатний вік | Постпрацездатний вік |
| -------- | ------- | ------------------ | ---------------- | -------------------- |
| Чоловіки | 60      | 16                 | 34               | 10                   |
| Жінки    | 47      | 6                  | 23               | 18                   |
| Разом    | 107     | 22                 | 57               | 28                   |